# Effetto tunnel

Esempio dell'Effetto Tunnel. Evoluzione della funzione d'onda di un elettrone attraverso una barriera di potenziale

L'effetto tunnel è un effetto della meccanica quantistica che permette una transizione a uno stato non consentito dalla meccanica classica.

## Storia
L'effetto tunnel fu utilizzato nel 1928 dal fisico ucraino George Gamow per spiegare il decadimento alfa, nel quale una particella alfa (un nucleo di elio) è emessa da un nucleo atomico perché riesce a superarne la barriera di potenziale del nucleo, anche se ha un'energia cinetica inferiore a tale barriera. Sempre nel 1928 Robert Oppenheimer spiegò come anche un debole campo elettrico fosse in grado, per effetto tunnel, di liberare gli elettroni dal nucleo originario.

## Descrizione
Nella meccanica classica, la legge di conservazione dell'energia impone che una particella non possa superare una barriera di energia se non dispone di un'energia pari o superiore. Questo corrisponde al fatto intuitivo che per far risalire un dislivello a un corpo è necessario compiere su di esso un certo lavoro, ovvero cedergli l'energia sufficiente per completare la salita.
La meccanica quantistica, invece, prevede che una particella abbia una probabilità diversa da zero di attraversare spontaneamente una barriera arbitrariamente alta di energia potenziale. C'è da sottolineare che l'analogia con il dislivello della meccanica classica non è propriamente corretta per via della presenza di un ostacolo materiale che nell'effetto tunnel non è presente. Un esempio è un elettrone ad energia cinetica fissata che, nel raggiungere una sottile zona in cui esso dovrebbe essere respinto per via dell'energia insufficiente, riesce a superarla in una piccola frazione di casi.
Infatti, applicando i postulati della meccanica quantistica al caso di una barriera di potenziale in una dimensione, si ottiene che la soluzione dell'equazione di Schrödinger all'interno della barriera è rappresentata da una funzione esponenziale decrescente. Dato che le funzioni esponenziali non raggiungono mai il valore di zero, si ottiene che esiste una piccola probabilità che la particella si trovi dall'altra parte della barriera dopo un certo tempo t.
È interessante notare che, per il principio di indeterminazione di Heisenberg, non è mai possibile osservare una particella "mentre" attraversa tale barriera, ma solo prima e dopo tale transizione.

### Prove dell'effetto tunnel
Sebbene l'effetto tunnel sia estremamente controintuitivo e possa sembrare per alcuni versi paradossale, esiste un'enorme quantità di prove sperimentali a sostegno della sua reale esistenza, come ad esempio il decadimento radioattivo che si manifesta con la fissione spontanea.
Una delle prove più spettacolari ci è fornita dal nostro Sole e dalle stelle in genere: senza l'effetto tunnel, le temperature presenti nei nuclei delle stelle non sarebbero sufficienti a innescare le reazioni nucleari che costituiscono il "motore" di questi corpi celesti.
Un'altra prova nota è data dalla giunzione Josephson.

### Spazio interstellare
Uno studio del 2013 apparso sulla rivista “Nature Chemistry” di Robert J. Shannon dell'Università di Leeds è riuscito a spiegare in laboratorio la possibilità di formazione di molecole di alcool, come il radicale metossile (CH3O•), rilevato nello spazio interstellare, mediante l'effetto tunnel. Si attendono dei risultati di conferma.

### Applicazioni
Molti dispositivi elettronici moderni (come ad esempio i diodi tunnel e le memorie EEPROM) basano il loro funzionamento su questo effetto, infatti, i diodi Zener sfruttano l'omonimo effetto (Effetto Zener) che prevede un elevato drogaggio della giunzione, il quale determina uno spessore molto piccolo della zona di svuotamento del diodo. A seguito di una polarizzazione inversa del diodo, i portatori sfrutteranno l'effetto tunnel per poter passare dalla banda di conduzione a quella di valenza, incrementando così molto rapidamente la corrente di polarizzazione in inversa, che prenderà il nome di "corrente di ginocchio", per via del brusco incremento. L'effetto tunnel viene sfruttato anche nel microscopio a effetto tunnel. Quando si hanno dei materiali da esaminare al microscopio è possibile regolare la piccola punta di metallo del microscopio verso l'alto e verso il basso con un dispositivo piezoelettrico in modo da avvicinare la punta al campione, lasciando solo un piccolo spazio vuoto. Gli elettroni, a questo punto, riescono ad attraversare lo spazio vuoto per raggiungere la punta del microscopio dando origine a una debole corrente elettrica. Il numero di elettroni che riescono a passare, e quindi l'intensità della corrente di tunneling, dipende dallo spessore dello spazio vuoto.